# 29818 Aryosorayya
29818 Aryosorayya è un asteroide della fascia principale. Scoperto nel 1999, presenta un'orbita caratterizzata da un semiasse maggiore pari a 2,2734909 au e da un'eccentricità di 0,1605461, inclinata di 6,68127° rispetto all'eclittica.
L'asteroide è dedicato allo studente statunitense Aryo Sorayya .